# حكومة القناصل الفرنسية 1799–1804
حكومة القناصل (بالفرنسية Le Consulat) هي المرحلة الثالثة والأخيرة من مراحل الجمهورية الفرنسية الأولى.
بدأت حكومة القناصل بانقلاب 18 برومير السنة الثامنة، 10 تشرين الثاني 1799، الذي أطاح بحكومة المديرين (1795 ـ 1799). بموجب هذا الانقلاب أُلغي دستور عام 1795، وصدر دستور جديد عام 1799، عُرف باسم دستور السنة الثامنة. وأقيم نظام سياسي استبدادي، مدار من قبل ثلاثة قناصل نظرياً، وعملياً مدار من قبل القنصل الأول وهو نابليون بونابرت، الذي حصل على لقب قنصل مدى الحياة عام 1802.

استمرت حكومة القناصل حتى 28 فلوريال من السنة الثانية عشرة، الموافق 18 أيار 1804. وانتهى بذلك عهد الجمهورية الفرنسية الأولى، وبدأ عهد الإمبراطورية الفرنسية الأولى.